# Eremophila spinescens
Eremophila spinescens är en flenörtsväxtart som beskrevs av R.J. Chinnock. Eremophila spinescens ingår i släktet Eremophila och familjen flenörtsväxter. Inga underarter finns listade i Catalogue of Life.